# Jüdischer Friedhof (Göttingen)

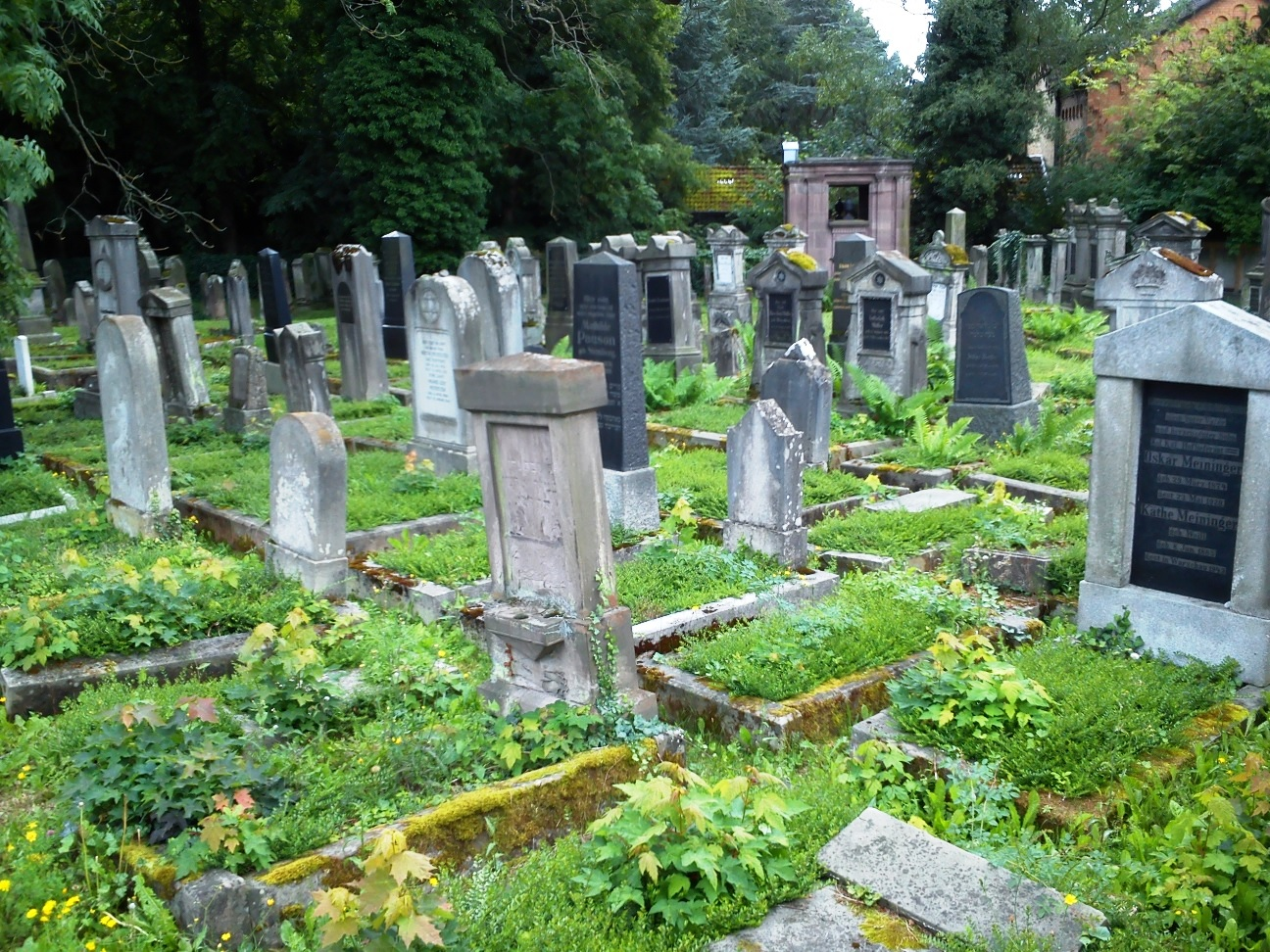
Älterer Teil des Jüdischen Friedhofs in Göttingen (2014)

Der Jüdische Friedhof in Göttingen (Niedersachsen) befindet sich unter der Adresse Kasseler Landstraße 1a direkt am alten westlichen Stadtrand von Göttingen. Die Lage ist historisch bedeutsam südwestlich der alten Göttinger Gerichtslinde in unmittelbarer Nachbarschaft zum früheren Richtplatz. Die heute angrenzenden Straßenzüge sind „Posthof“, „An der Gerichtslinde“ und „Kasseler Landstraße“. Das Areal des Friedhofs umfasst eine Fläche von gut 6.000 m² mit inzwischen über 500 Gräbern. Eine Mauereinfriedung des 19. Jahrhunderts schirmt den Friedhof vom Verkehr der heutigen Ausfallstraße Kasseler Landstraße (Bundesstraße B 3) ab. Die älteste der 437 erhaltenen historischen Mazewot (jüdischen Grabsteine) stammt aus dem Jahr 1701; der Friedhof dürfte kurz vorher Ende des 17. Jahrhunderts entstanden sein. Westlich und südlich schließt sich der viel größere, 1881 eröffnete und später mehrfach erweiterte Göttinger Stadtfriedhof an. Der Jüdische Friedhof „ist das einzige öffentlich sichtbare Zeugnis der jüdischen Stadtgeschichte Göttingens, das die Vernichtungsaktionen der NS-Zeit überstanden hat – ein Zeugnis, das die lange Geschichte jüdischen Lebens in Göttingen ebenso wie die Assimilations-Bestrebungen jüdischer Bürger widerspiegelt.“ (Berndt Schaller)

## Geschichte und Beschreibung
Die Entstehung des Jüdischen Friedhofs wird für die Zeit gegen Ende des 17. Jahrhunderts angenommen – oder, wenn man den Angaben in alten Akten Glauben schenken will, bereits vor 1650. Dieses älteste Kernstück des Jüdischen Friedhofs befindet sich heute an der südwestlichen Grenze zum benachbarten kommunalen Stadtfriedhof. Eine erste Erweiterung des Jüdischen Friedhofs erfolgte 1876/77 im zeitlichen Zusammenhang mit der Einrichtung des Stadtfriedhofs; aus dieser Zeit stammt der neue Nordeingang des Jüdischen Friedhofs mit datierten Torpfeilern an der Kasseler Landstraße. Eine nochmalige Erweiterung wurde 1925/26 vorgenommen und reicht im Osten bis an den Straßenzug „An der Gerichtslinde“, wo sich der jetzt hauptsächlich benutzte Friedhofseingang befindet.
Die ältesten Mazewot sind Liegeplatten aus Sandstein. Die große Mehrzahl der Grabmale bilden stehende Grabsteine aus verschiedenen Natursteinarten, letztere zumeist mit steinernen Einfassungen der Einzel- oder Familiengrabstellen; in der zweiten Hälfte des 19. Jahrhunderts wurde auch die Gestaltung als Obelisk oder als Säule recht beliebt. Eine Ausnahmeerscheinung ist das repräsentativ gestaltete Mausoleum für Siegmund (gest. 1880) und Lina Deutschmann (gest. 1907), das 1915 nach Entwürfen des Göttinger Architekten Wilhelm Rathkamp aus Wesersandstein errichtet wurde.
In der Zeit des Nationalsozialismus kam es mehrfach zu Schändungen, doch konnte der Friedhof weiter belegt werden. Letzte Bestattungen fanden 1941 und 1942 statt. Der Friedhof hatte so als einzige Einrichtung der alten jüdischen Gemeinde die Zeiten überstanden, „allerdings in einem stark beschädigten, verheerten und verwilderten Zustand“. Nach 1945 kam es nur zu gelegentlichen Bestattungen; die ersten zwei erfolgten 1946. In den 1950er Jahren wurde der verwahrloste Friedhof wiederhergerichtet. In der Nachkriegszeit tauchten bekannte Namen auf den Grabsteinen auf, so von Richard Gräfenberg (gest. 1951), einem der vier Göttinger Juden, die in Göttingen selbst überlebt hatten und der nach 1945 erster Vorsitzende der Gemeinde war, oder von Göttingens Oberbürgermeister Artur Levi (gest. 2007). Heute dient der Friedhof den seit 1990 neu entstandenen jüdischen Gemeinden als Begräbnisstätte. Vor allem Gräber Verstorbener von aus der ehemaligen Sowjetunion zugewanderten jüdischen Familien füllen inzwischen den dritten Friedhofsabschnitt und prägen dessen Bild.
Der älteste Teil des Jüdischen Friedhofs und die erste Erweiterung sind im Besitz des Landesverbandes der jüdischen Gemeinden in Niedersachsen und werden von ihm gepflegt. Der neuere Teil des dritten Abschnitts ist im Besitz der jüdischen Gemeinde Göttingen. Bis vor einigen Jahren fanden regelmäßige Führungen über den Friedhof statt, bis der Friedhof wegen umstürzender Grabsteine aus Sicherheitsgründen für Besucher gesperrt werden musste. 2021 soll eine durch Bundesmittel geförderte Instandsetzung von 150 Grabsteinen beginnen.

Bildergalerie
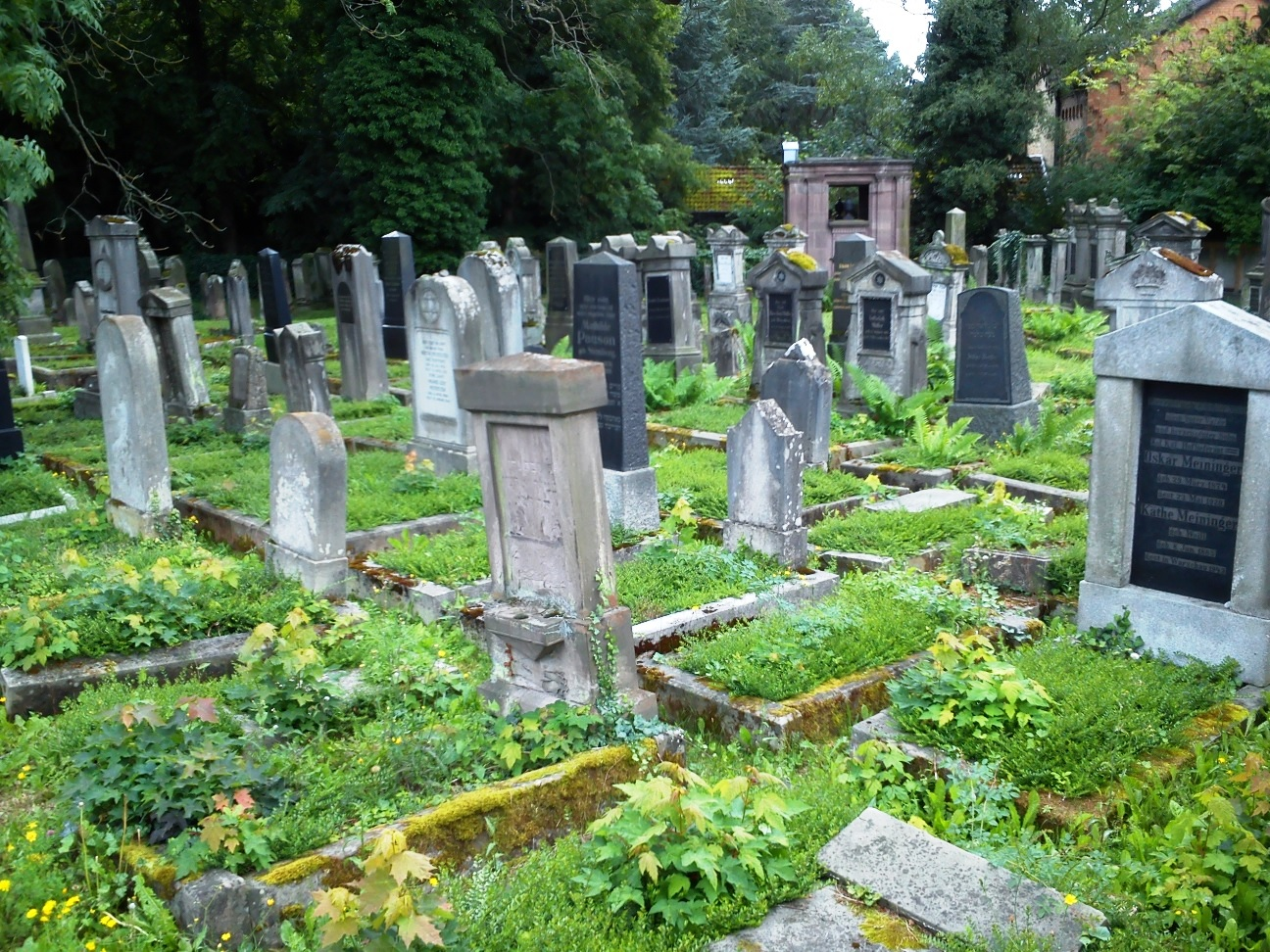
Blick über den westlichen Teil des alten Jüdischen Friedhofs; im Hintergrund das Mausoleum der Familie Deutschmann (2014)
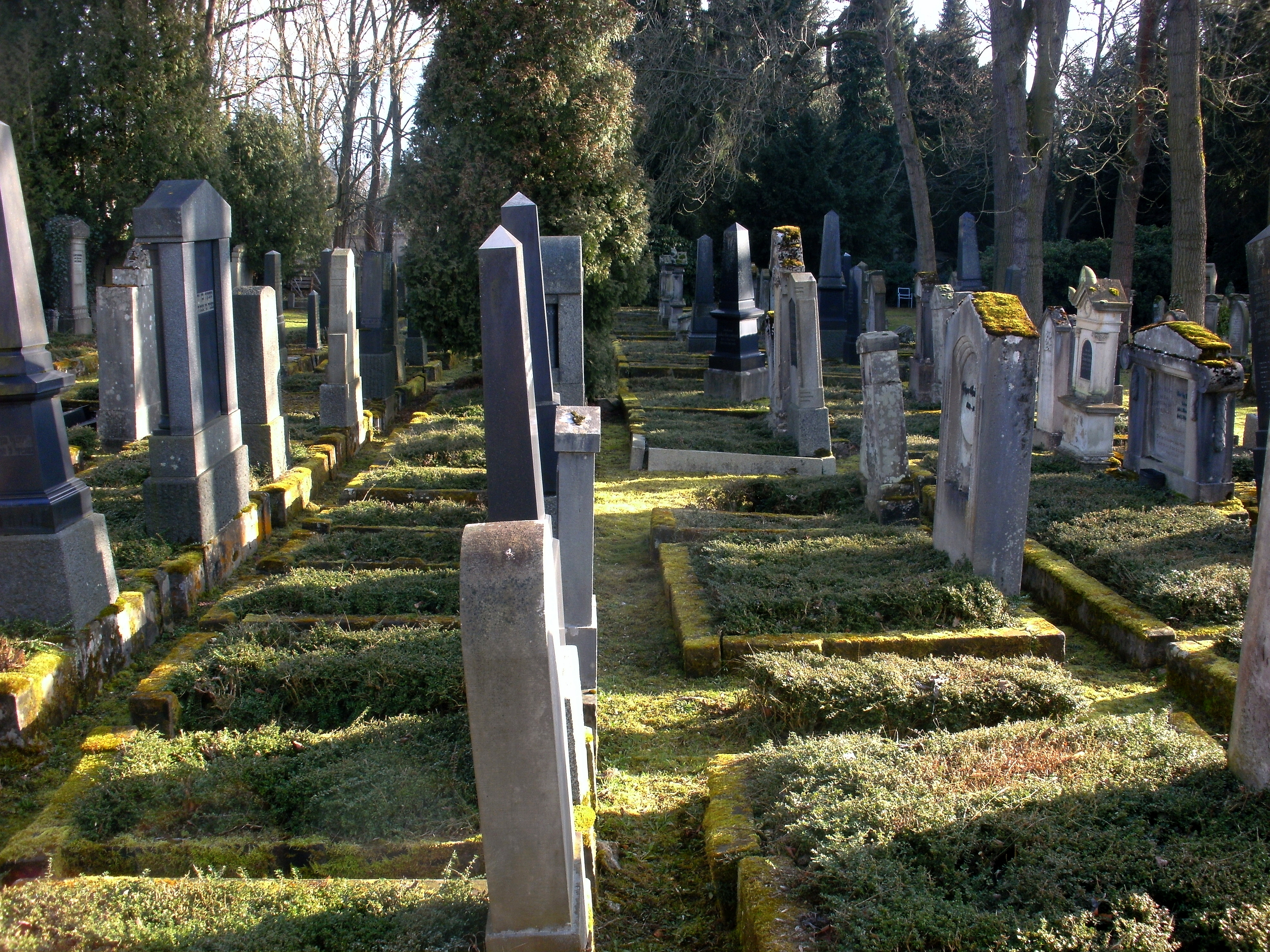
Grabmale im zweiten Bauabschnitt des Jüdischen Friedhofs, Blick von Norden über die Mauer des Kasseler Landstraße (2009)
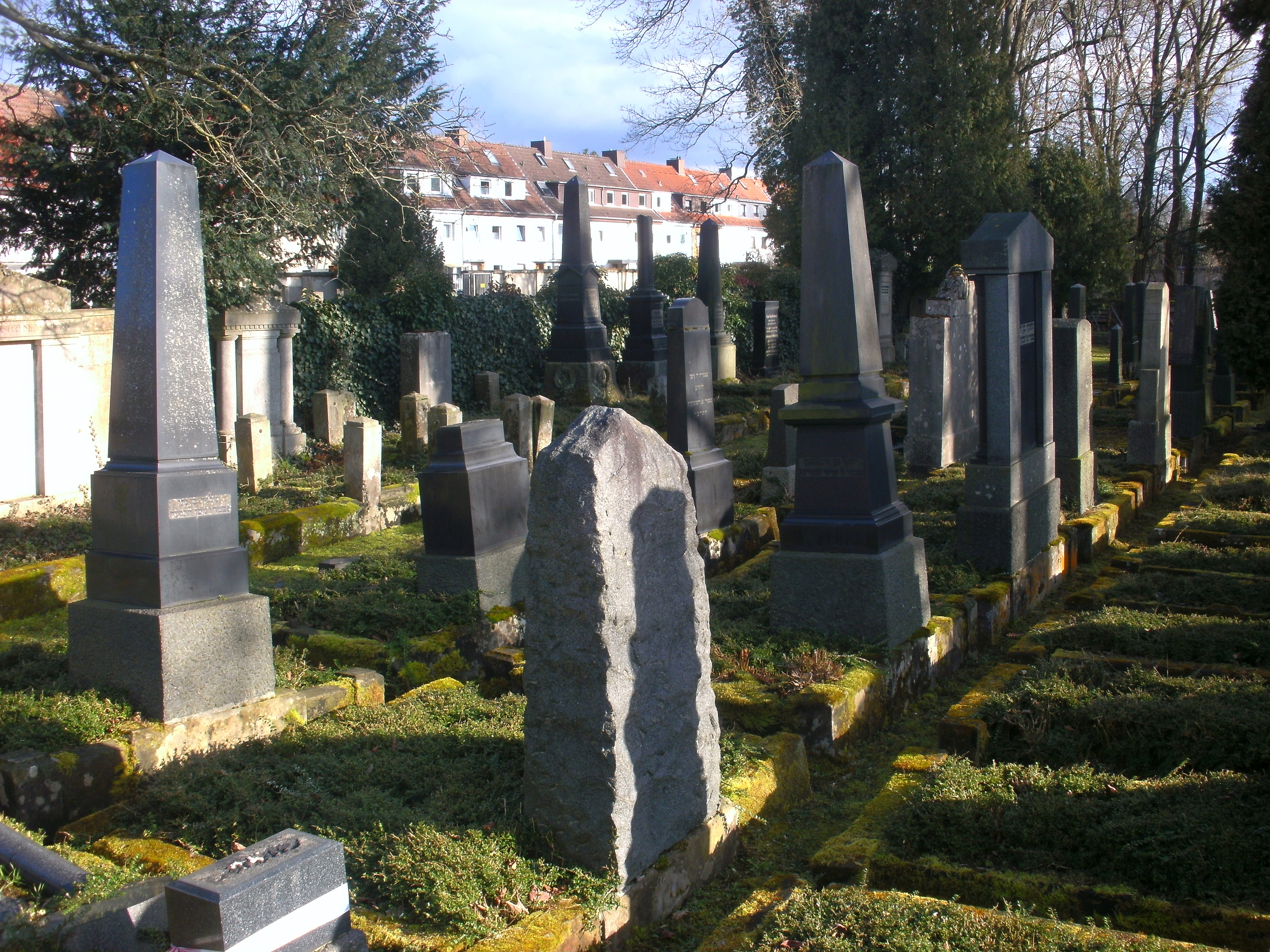
Grabmale im zweiten Bauabschnitt des Jüdischen Friedhofs (2009)
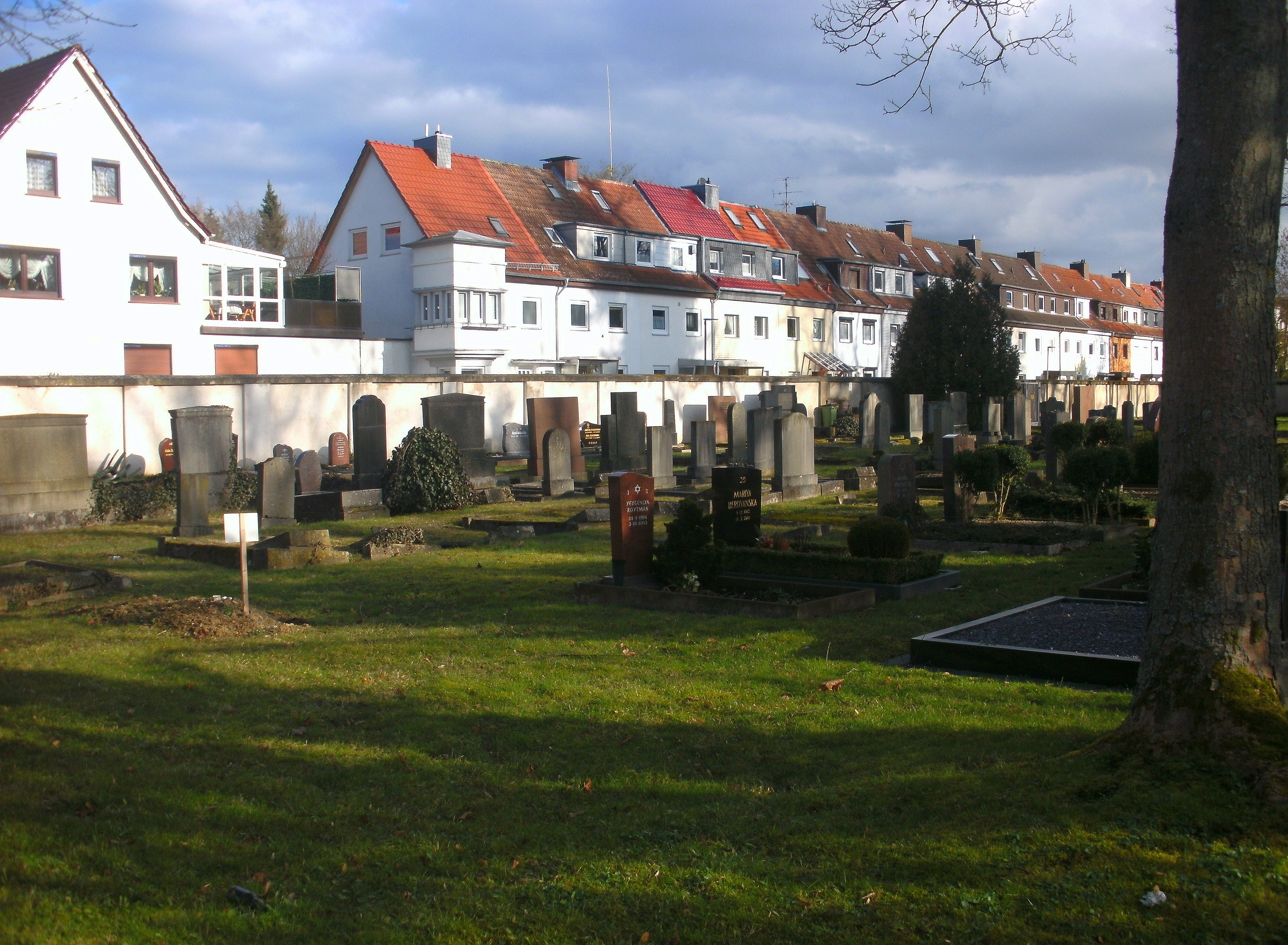
Blick über den jüngsten Teil (dritter Abschnitt) des Jüdischen Friedhofs; Blick nach Südosten im Hintergrund die Bebauung „An der Gerichtslinde“ (2009)